# Panelus borneensis
Panelus borneensis là một loài bọ cánh cứng trong họ Bọ hung (Scarabaeidae).